# Hotel Transsilvanien
Hotel Transsilvanien ist ein Animationsfilm, der 2012 unter Regie von Genndy Tartakovsky von Sony Pictures produziert wurde. Der Film erzählt die Geschichte von Dracula, dem Besitzer des Hotels Transsilvanien, wo Monster wie der Yeti, die Gremlins, das Ding, der Blobb, die Hydra, die Fliege und das Ungeheuer der schwarzen Lagune eine Auszeit von der menschlichen Zivilisation nehmen können. Der Film wurde am 28. September 2012 veröffentlicht und dabei mit gemischten Kritiken bewertet. Dennoch setzte Hotel Transsilvanien einen Rekord für ein Startwochenende im September, indem er 358 Millionen US-Dollar bei einem Budget von 85 Millionen US-Dollar einspielte. Der Film wurde für einen Golden Globe Award in der Kategorie Bester Animationsfilm nominiert. Die erste Fortsetzung des Filmes kam am 15. Oktober 2015 in die Kinos. Das Titellied zum Film ist Problem (The Monster Remix) von Becky G feat. Will.i.am. Ein dritter Teil wurde 2018 mit Hotel Transsilvanien 3 – Ein Monster Urlaub veröffentlicht. Im Mai 2021 erschien der erste Trailer zum Nachfolger Hotel Transsilvanien – Eine Monster Verwandlung, welcher direkt an Teil 3 anknüpfen soll. Teil 4 erschien am 14. Januar 2022 auf Prime Video.

## Handlung
Graf Dracula ist alleinerziehender Vater einer Tochter namens Mavis, die er vor „menschlichem Abschaum“, wie er normale Menschen nennt, beschützen will. Zu diesem Zweck lässt er ein Schloss in Rumänien bauen, ein Hotel, in das jedes Jahr Monster einchecken, die Ruhe vor Menschen haben wollen. Regelmäßige Besucher sind dabei Draculas Freunde Frankensteins Monster Frank, Murray, die Mumie, der Unsichtbare Griffin und Werwolf Wayne, die stets ihre Familien mitbringen.
Als Mavis’ 118. Geburtstag bevorsteht, möchte sie nichts mehr, als die Welt zu erkunden. Als ihr Vater es ihr erlaubt, fliegt sie in ein im Tal liegendes Dorf. Dort wird sie jedoch von Dorfbewohnern mit Mistgabeln und brennenden Fackeln vertrieben, ohne zu ahnen, dass alles von ihrem Vater arrangiert war, um ihre Angst vor den Menschen weiter zu schüren.
Wieder im Schloss angekommen, gesteht sie ihrem Vater, dass er recht hatte, womit für diesen alle Probleme gelöst scheinen. Jedoch tun sich weit größere für ihn auf, als plötzlich ein junger Mann mit einem übergroßen Rucksack in der Hotelhalle steht. Der Mensch namens Jonathan (kurz Johnny) ist auf Abenteuersuche und hält zunächst alles für ein Kostümfest. Um das Versagen seiner ausgeklügelten Sicherheitsmaßnahmen zu vertuschen, verkleidet Dracula den Menschen als Johnnystein, Frankensteins angeblich lange verschollenen Cousin, den er engagiert habe, um Mavis’ Geburtstagsparty zu organisieren.
Als Mavis Johnny begegnet, ist sie sofort von ihm entzückt, was ihrem Vater zutiefst missfällt. Obwohl Johnny im Hotel für Begeisterung sorgt, als er den zahlreichen Gästen Rockmusik und lustige Spiele im Swimmingpool näher bringt, versucht der traditionsbewusste Vampirfürst dies zu verhindern. Er führt Johnny in einen Raum, in dem ein Bild von ihm und seiner Frau Martha hängt, und erzählt, dass sie damals von Menschen getötet wurde und er nur Mavis retten konnte. Somit versteht Johnny nun seine Abneigung gegen Menschen, entgegnet jedoch, Menschen seien nicht mehr so wie früher, was Dracula nachdenklich macht. Schließlich findet der Vampir doch noch Gefallen an Johnnys Aktionen, so dass einer perfekten Party eigentlich nichts im Weg stehen sollte.
Doch plötzlich erscheint der Hotelkoch Quasimodo, dessen Maus Esmeralda Johnny von Anfang an durch dessen Geruch als Menschen erkannt hat, und eröffnet den schockierten Gästen die Wahrheit. Dabei muss Dracula Mavis auch seine List mit dem Dorf beichten, was diese zutiefst enttäuscht. Dennoch gesteht sie Johnny ihre Zuneigung, doch dieser hat Angst vor des Grafen Rache und wirft ihr vor, sie sei ein Monster und er hasse Monster, was sie endgültig am Boden zerstört. Die Hotelgäste fühlen sich indes ebenfalls von Dracula getäuscht und wollen unverrichteter Dinge abreisen.
Dracula wirft einen Blick in das Buch, das er von seiner Frau für Mavis’ Geburtstag aufgehoben hat. Mavis’ Mutter schreibt an ihre Tochter, sie solle das, was sie liebt, unbedingt festhalten. Der Graf versteht nun, wie wichtig Johnny für seine Tochter ist. Er kann seine Gäste zum Bleiben überreden und macht sich mit Frankenstein, Murray, Griffin und Wayne auf den Weg zum Flughafen, um Johnny zurückzuholen. Als sie dabei im Dorf ankommen, stellen sie fest, dass hier ein Fest zu Ehren von Monstern gefeiert wird und die Leute inzwischen Monster lieben. Durch diese Erkenntnis ermutigt, erreicht Dracula den Flughafen, doch die Maschine hat bereits abgehoben. In Fledermausgestalt fliegt er hinterher, hypnotisiert den Piloten, spricht durch ihn über die Bordsprechanlage und entschuldigt sich bei Johnny, der die Entschuldigung annimmt. Somit kann Mavis’ Geburtstagsparty nun stattfinden, und beide feiern ausgelassen mit ihren Freunden.

## Produktion
Ursprünglich wollte der Regisseur Genndy Tartakovsky auch Freddy Krueger im Film auftreten lassen, entschied sich aber dann doch für traditionelle Monster.
Hotel Transsilvanien wurde am 8. September 2012 beim Toronto International Film Festival uraufgeführt. Die deutsche Erstaufführung war am 25. Oktober 2012.

## Synchronisation
Die deutschsprachige Synchronisation entstand bei der FFS Film- & Fernseh-Synchron nach dem Dialogbuch von Elisabeth von Molo, die auch die Dialogregie übernahm.
| Rolle                | Originalsprecher | Deutscher Sprecher       |
| -------------------- | ---------------- | ------------------------ |
| Graf Dracula         | Adam Sandler     | Rick Kavanian            |
| Jonathan „Johnny“    | Andy Samberg     | Elyas M’Barek            |
| Mavis Dracula        | Selena Gomez     | Josefine Preuß           |
| Frankenstein „Frank“ | Kevin James      | Hans-Eckart Eckhardt     |
| Tante Eunice         | Fran Drescher    | Kerstin Sanders-Dornseif |
| Wayne, der Werwolf   | Steve Buscemi    | Tobias Lelle             |
| Wanda, die Werwölfin | Molly Shannon    | Nora von Waldstätten     |
| Griffin              | David Spade      | Tobias Kluckert          |
| Murray, die Mumie    | CeeLo Green      | Daniel Zillmann          |
| Quasimodo, der Koch  | Jon Lovitz       | Jeff Davidson            |

## Kritik
Die Kritiken fielen weitgehend mittelmäßig aus: Während die Regie und die Animation meist gelobt wurden, missfiel des Öfteren das Drehbuch. Bei Rotten Tomatoes heißt es: „Der lebhafte, alberne Ton des Films mag Kindern gefallen, für Ältere ist er eher zu laut und oberflächlich.“ Der IGN-Redakteur Geoff Chapman schrieb: „Es ist ein Spaßfilm, voller schrulliger Gags und liebevoller Figuren. Es gibt ein paar Songs, die den Anschein von Soundtrack-Marketing für Kinder erwecken, und die Handlung ist ziemlich vorhersehbar, aber es geht darum, den Film als eine amüsante Reise mit großartigen Figuren zu genießen.“